# سکرباتنو
سکرباتنو (به بلغاری: Skrebatno) یک منطقهٔ مسکونی در بلغارستان است که در شهرستان گارمن واقع شده‌است.
 سکرباتنو ۳۸٫۱۴۷ کیلومتر مربع مساحت و ۲۸۰ نفر جمعیت دارد و ۷۲۵ متر بالاتر از سطح دریا واقع شده‌است.